# Suriga celebensis
Suriga celebensis är en fjärilsart som beskrevs av Walter Karl Johann Roepke 1943. Suriga celebensis ingår i släktet Suriga och familjen tandspinnare. Inga underarter finns listade i Catalogue of Life.